# Басарабская эстакада
Басарабская эстакада (рум. Pasajul Basarab) — автодорожный металлический вантовый мост в Бухаресте (Румыния), соединяющий бульвар Николае Титулеску и Грозевешть, часть внутреннего кольца Бухареста. Дизайн моста был создан Хавьером Мантерола, его строительство было проведено FCC и Astaldi.

## История
17 июня 2011 года эстакада была официально открыта, а 19 июня она была открыта для движения. Проект был завершён в августе 2011 года, когда были установлены пандусы и лифты для трамвайных остановок.
По мосту теперь проходит трамвайная линия № 1, единственная кольцевая трамвайная линия в Бухаресте, которая следует за внутренним транспортным кольцом города.

## Басарабская эстакада в цифрах
Басарабская эстакада имеет длину 1,9 км и является самым широким вантовым мостом в Европе, его ширина составляет 43 м (трамвайная остановка, зоны безопасности и две полосы для движения в каждом направлении) над железными дорогами возле железнодорожного вокзала Бухарест-Норд (средняя ширина составляет почти 25 м).
Две башни, поддерживающие 60 тросов моста, имеют высоту около 84 м.
Эстакада была открыта в июне 2011 года и обошлась почти в 255 миллионов евро.
Ежедневно по мосту проезжает почти 50 000 автомобилей.